# دار المسورى (الظهار)

تعديل مصدري - تعديل

دار المسوري محلة تابعة لقرية العقاير، التابعة لعزلة الحوج القبلي بمديرية الظهار إحدى مديريات محافظة إب في الجمهورية اليمنية.، بلغ تعداد سكانها 38 حسب تعداد اليمن لعام 2004.